# Проклятие Франкенштейна (фильм, 1957)
«Проклятие Франкенштейна» (англ. The Curse of Frankenstein) — британский фильм ужасов 1957 года режиссёра Теренса Фишера. Премьера фильма состоялась 2 мая 1957 года. Фильм стал первым в классической серии фильмов ужасов студии Hammer.

## Сюжет
В тюрьме предположительно швейцарского городка Карлштадта исповедуется отчаявшийся заключённый, приговорённый к казни. Барон Франкенштейн (Питер Кушинг) рассказывает священнику о том как дошёл до такого, пытаясь убедить в реальности своих слов: унаследовав титул и состояние семьи, он, жадный до знаний искатель, стремившийся к познанию загадок мироздания, тайны жизни и смерти, со своим старшим товарищем и наставником, доктором Паулем Крэмпе (Роберт Эркхарт), проводил эксперименты по реанимации. Окрылённый успехом оживления щенка, он в отличие от умеренного здравомыслящего Крэмпе, намерен пойти гораздо дальше: пройти весь процесс творения жизни, а именно, из частей тела искусственно создать полноценного человека. Для достижения этой цели он не гнушается ни чем: ни банальным похищением трупов, ни подкупом могильщиков, поставляющих ему самые зоркие глаза и самые искусные руки, ни потрясающе-коварным убийством почтенного добродушного профессора философии Бернштейна (Пауль Хардтмунт), с целью получить его блестящий мозг. Под предлогом заботы о бедном одиноком старике, не имевшем средств даже для того, чтобы оплатить собственные достойные похороны, он распоряжается похоронить Бернштейна в своём родовом склепе. Франкенштейн ликует, но Крэмпе, разгадав замысел, не разделяет его энтузиазма. Он пытается остановить затянувшийся эксперимент, тем более что в дом приехала двоюродная сестра Франкенштейна Элизабет (Хэйзел Коурт), желающая выйти замуж за своего «любящего кузена». В перепалке Крэмпе случайно выбивает банку с мозгом из рук барона. Осколки травмируют орган. Разгневанный барон прогоняет Крэмпе и продолжает работу один. В результате у него получается чудовище (Кристофер Ли) с криминальными наклонностями, ликвидация которых с помощью хирургических и химических средств барону не удаётся. Чудовище убегает из лаборатории. В лесу монстр нападает на собиравших хворост слепого старика и мальчишку, после чего в ходе его поисков Крэмпе удаётся застрелить мерзкое создание. Крэмпе решительно требует от Франкенштейна прекратить это безумие, грозясь не просто покинуть его, но и уничтожить лабораторию. Барон вроде бы соглашается, но по возвращении в свою лабораторию немедленно приступает к повторному оживлению чудовища. Служанка барона Жюстин (Валери Грант), с которой у него была продолжительная интрижка, требует от него выполнения обязательств жениться на ней, тем более что она ждёт ребёнка (не совсем понятно, блеф это или правда). Барон отказывается, и тогда Жюстин угрожает ему шантажом. Франкенштейн избавляется от назойливой свидетельницы, заманив и заперев в лаборатории с монстром. Несмотря на попытки управлять созданием, оно выходит из под контроля. Только когда оно нападает на Элизабет, Крэмпе удаётся раз и навсегда уничтожить чудовище — подбитое выстрелом и разбитой масляной лампой, оно падает через мансардовое окно в отхожую ванную с кислотой.
Тем временем находят жертв чудовища — беременную Жюстин, старика и мальчика. Подозрение падает на Франкенштейна. Так как ему не удаётся доказать существование чудовища, барона приговаривают к смерти через гильотинирование. В камеру заходит Крэмпе. Барон бросается к нему, умоляя подтвердить факт существования Чудовища. Но Крэмпе холодно спрашивает, что он имеет в виду. В бешенстве Франкенштейн накидывается на него, пытается заставить говорить, но охранник разнимает их. Священник и Крэмпе уходят, в приёмной доктор берёт под руку Элизабет. Охранники ведут Франкенштейна через коридор в тюремный двор. Последнее, что видит он (и зрители) — поднимающийся нож гильотины...

## Производство
Студия изначально планировала, что фильм будет снят в цвете, а действие картины будет происходить в девятнадцатом веке. А также весь актёрский состав должен был состоять только из британских актёров. На главную роль сразу был приглашён Питер Кушинг, который уже зарекомендовал себя на британском телевидении как выдающийся шекспировский актёр. А на роль Чудовища был взят Кристофер Ли, который позже вспоминал, что когда он прибыл на кастинг «Проклятия», его просто спросили, хочет ли он эту роль, он ответил «да», и его взяли. Фишер чётко контролировал повествовательную часть фильма, что отражалось в более реалистичном стиле («Проклятие Франкенштейна» является одним из первых фильмов где крупным планом были показаны кровь и увечья), операторской работе и действиях персонажей, в фильме не было акцента на криках персонажей в напряженных моментах фильма и мелодраматичных диалогов, что было свойственно фильмам ужасов того времени.

## Художественные особенности

### Образы главных героев
Важность Доктора Франкенштейна в фильме Фишера заключается в том, что он совершенно несимпатичный персонаж (в отличие от оригинального романа и различных экранизаций Голливуда). На протяжении фильма он остается интересным и противоречивым персонажем. Британский кинокритик Дэвид Пири писал, что Фишер показывает Франкенштейна как ученого раннего периода Нового времени, то есть рационального, в мире, всё ещё сформированном феодальными и средневековыми верованиями. А Пол Леггетт наоборот же охарактеризовал персонажа как олицетворение греховности всего человечества, «в символическом смысле апостола Павла в Новом Завете, открывающего врата во власть греха и смерти.» Франкенштейн лишён моральных угрызений совести. Он убивает бывшего профессора, чтобы заполучить его мозг. Он оплодотворяет служанку, а затем убивает ее. Он обманывает и свою помощницу, и свою невесту. На самом деле он патологический лжец. 

## Критика
По словам Пола Леггета, автора книги «Terence Fisher: Horror, Myth and Religion» «Проклятие Франкенштейна» стал «одним из самых успешных фильмов в британской истории и вехой в современном развитии фильмов ужасов», столь же важный фильм для 1950-х годов, как и версия Джеймса Уэйла с Борисом Карлоффом для 1930-х.
В «Франкенштейне» Фишер развивает оригинальный и проницательный символ западных культурных целей, верований и ценностей в то время, когда эти стандарты переживали период глубокого кризиса. И только сейчас, спустя два десятилетия после смерти Фишера, мы можем получить некоторое представление об одном из самых сложных и проницательных образов в современном кинематографе. Франкенштейн Фишера олицетворяет цивилизацию в распаде, культуру, ставшую свидетелем крушения собственной шаткой системы верований.
Оригинальный текст (англ.)In Frankenstein Fisher develops an original and penetrating symbol of Western cultural goals, beliefs and values at a time when those standards were passing through a period of profound crisis. It is only now, two decades after Fisher’s death, that we can begin to get some perspective on one of the most complex and insightful portrayals in modern cinema. Fisher’s Frankenstein epitomizes a civilization in dissolution, a culture witnessing the collapse of its own tottering belief system.
— Пол Леггет, «Terence Fisher: Horror, Myth and Religion»